# Comunione di Porvoo

Stati con Chiese appartenenti alla Comunione di Porvoo. Le Chiese della Comunione anglicana sono contrassegnate da nomi in blu o viola, le Chiese luterane del nord da nomi rossi

La Comunione di Porvoo è una comunità formata da un accordo tra tredici Chiese europee luterane ed anglicane. L'accordo, chiamato Statuto Comune di Porvoo, stabilisce una piena comunione fra le Chiese. L'accordo venne negoziato nel 1992 nella città di Järvenpää in Finlandia, ma prende il nome dalla località di Porvoo.
Le Chiese partecipanti si riconoscono come una parte dell'una, sancta, catholica et apostolica ecclesia espressa dal Credo di Nicea. I fondamenti della loro comunione sono:
1. la fede della Chiesa antica, ancora indivisa, che fu rinnovata, secondo loro, dalla riforma cinquecentesca;
2. la celebrazione del battesimo e dell'eucaristia secondo la Bibbia e la tradizione ecumenica;
3. l'ininterrotta continuità dell'episcopato storico (che manca nelle Chiese luterane dell'Europa centrale e occidentale, le quali perciò non partecipano).

Le Chiese che ne fanno parte sono le Chiese anglicane delle Isole Britanniche, le Chiese nazionali luterane dei paesi del nord e baltici. A seguito della negoziazione si aggiunse anche la Chiesa episcopale spagnola.

## Membri

### Effettivi

#### Anglicani
- Chiesa episcopale scozzese (1994)
- Chiesa anglicana (1995)
- Chiesa d'Irlanda (1995)
- Chiesa in Galles (1995)
- Chiesa lusitana cattolica apostolica evangelica (2001)
- Chiesa spagnola riformata episcopale (2001)

#### Luterani
- Chiesa di Norvegia (1994)
- Chiesa di Svezia (1994)
- Chiesa evangelica luterana estone (1994)
- Chiesa evangelica luterana di Lituania (1994)
- Chiesa evangelica luterana di Finlandia (1995)
- Chiesa evangelica luterana d'Islanda (1995)
- Chiesa di Danimarca (2010)
- Chiesa evangelica lettone all'estero (2014)
- Chiesa luterana in Gran Bretagna (2014)

### Osservatori
- Chiesa evangelica luterana di Lettonia (1994)